# Virginia Duenkel
Virginia Duenkel (* 7. März 1947 in Orange, New Jersey) ist eine ehemalige US-amerikanische Schwimmerin.
Ihr stärksten Strecken waren die 200 m Rücken und die 1500 m Freistil, diese Strecken waren zu ihrer aktiven Zeit jedoch nicht olympisch. So startete sie bei den Olympischen Spielen 1964 in Tokio über 100 m Rücken und 400 m Freistil. Über 100 m Rücken gewann sie die Bronzemedaille. Einen Tag später konnte sie aber dann über 400 m Freistil den Olympiasieg erringen.
Im Jahr 1985 wurde sie in die Ruhmeshalle des internationalen Schwimmsports aufgenommen.